# De primo Saxonum adventu

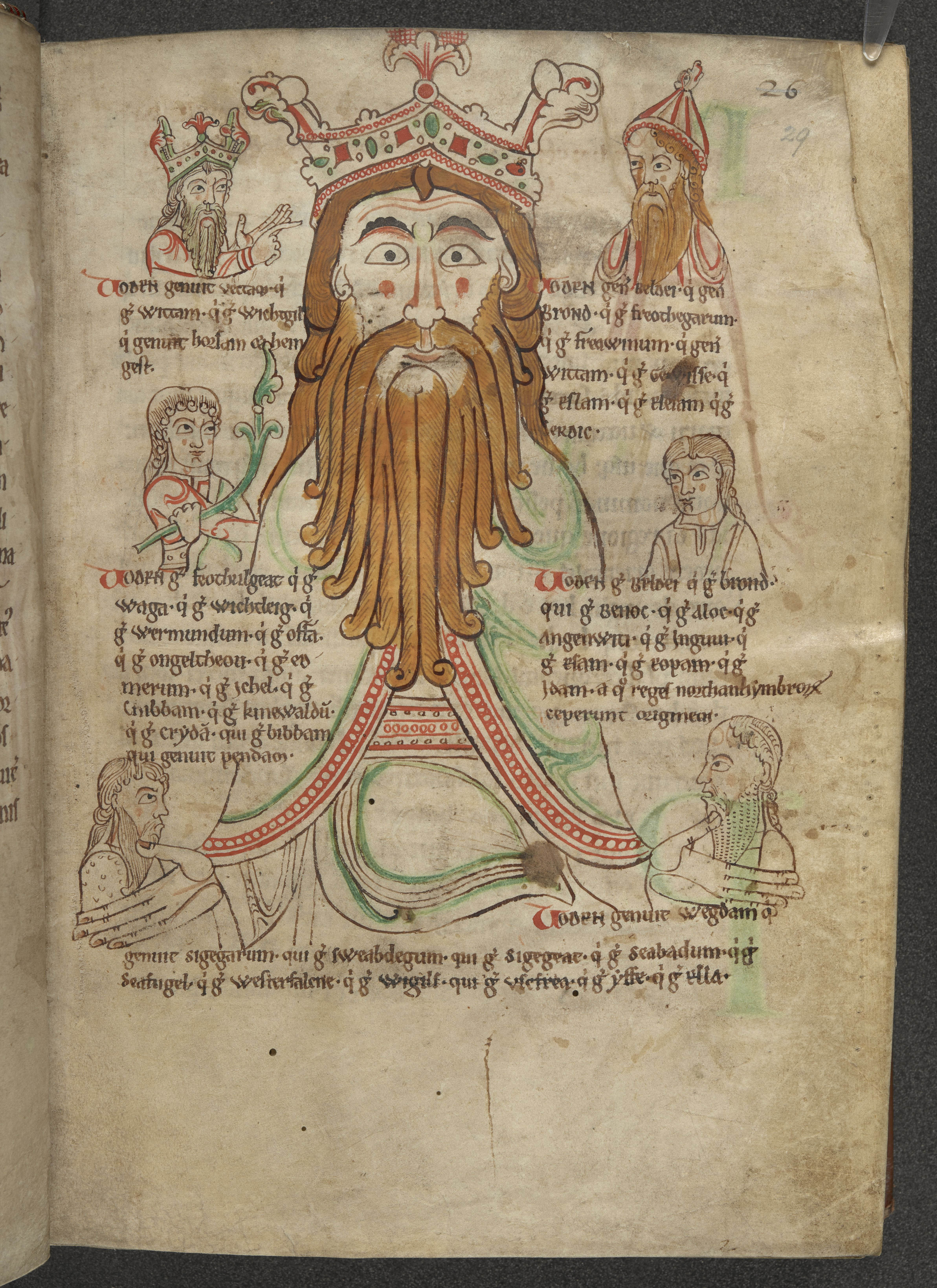
Le dieu Woden, ancêtre légendaire des lignées royales anglo-saxonnes, dans un manuscrit du De primo Saxonum adventu (British Library Cotton MS Caligula A VIII f. 29r).

Le De primo Saxonum adventu (« De la première venue des Saxons ») est une chronique médiévale rédigée dans le Nord de l'Angleterre au début du XIIe siècle. Elle est traditionnellement attribuée au moine Siméon de Durham.
Son titre complet est Libellus de primo Saxonum vel Normannorum adventu, soit « Petit livre de la première venue des Saxons ou des Normands ». Il reprend brièvement le récit légendaire de la colonisation de la Grande-Bretagne par les Anglo-Saxons, puis la généalogie des souverains de plusieurs royaumes anglo-saxons (le Kent, l'Essex, la Mercie, le Wessex et la Northumbrie). Suivent des listes des archevêques de Cantorbéry et d'York, ainsi que des évêques de Durham. Le texte s'achève par une brève histoire des comtes de Northumbrie.
Il existe de nombreuses copies de ce texte, souvent jointes au Libellus de exordio, une autre œuvre attribuée à Siméon de Durham. Dans la plus ancienne, la liste des évêques de Durham s'arrête avec Rainulf Flambard, ce qui suggère qu'il remonte à la période de son épiscopat, entre 1099 et 1127.